# Limone dell'Etna
Limone dell'Etna est une IGP sicilienne de citron produite sur les pentes de l'Etna regardant le littoral de la mer Ionienne de la Province de Catane dans les communes d'Aci Bonaccorsi, Aci Castello, Aci  Catena, Aci  Sant'Antonio, Acireale, Calatabiano, Castiglione  di  Sicilia, Fiumefreddo di Sicilia, Giarre, Mascali, Piedimonte Etneo, Riposto, Santa Venerina, San Gregorio di Catania, Valverde, Zafferana Etnea.
C'est la plus récente des IGP italienne de citron (2022), elle a été obtenue après une étude scientifique du Centre de recherche sur les agrumes d'Acireale (CREA) et à l'initiative du groupement des producteurs. Elle présente 3 singularités : pédoclimatique (sols d'origine volcanique, climat littoral protégé des vents froids), technique horticole du forçage de la floraison, et choix des cultivars.

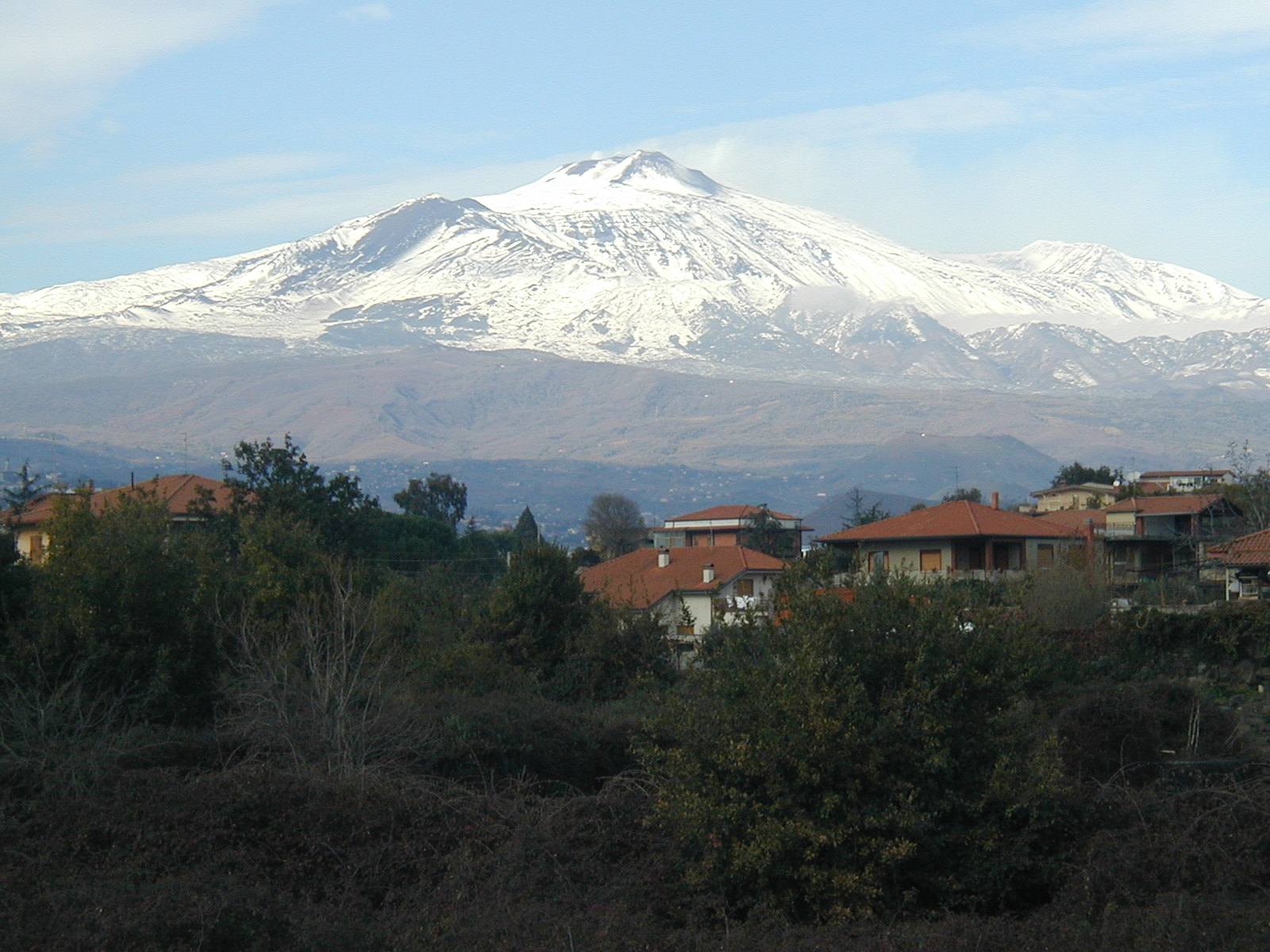
Citronniers à San Gregorio di Catania avec l'Etna au fond.

## Histoire
La culture du citronnier sur les pentes à l'est de l'Etna impressionne les voyageurs depuis le XVIIIe siècle, pour autant la demande de labellisation n'invoque pas la tradition. C'est avec les travaux d'assainissement et de terrassement et la maitrise de l'irrigation que Paolo Calì Fiorini, président du Comité agricole de district d'Acireale, promeut en 1869 la grande culture du citron.

## IGP

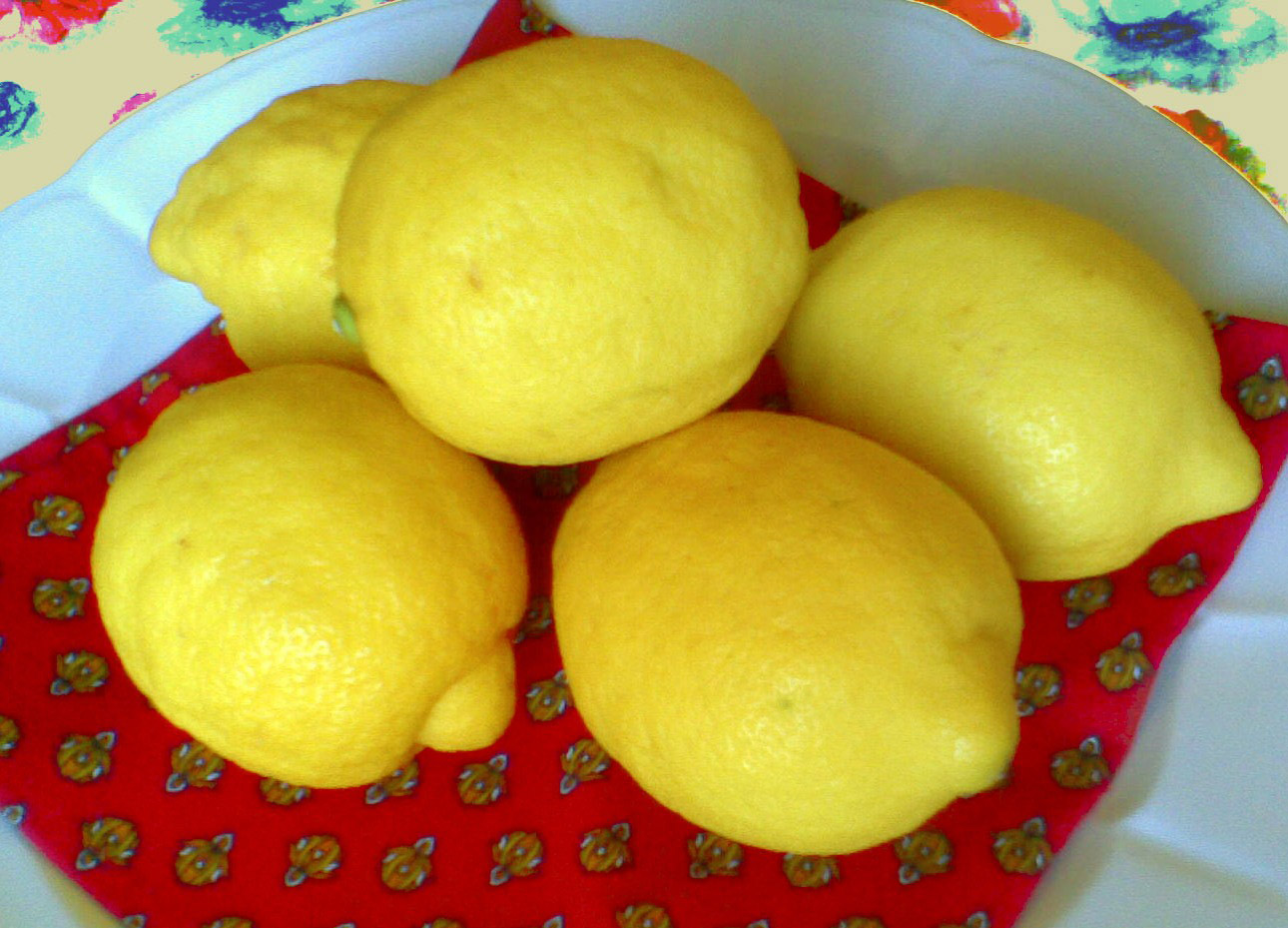
Primofiore (septembre)

La demande d'enregistrement d’une dénomination 2020/C 204/18 avec cahier des charges est publiée au JOEU  no 1151/2012 du 18 juin 2020 et le 18 octobre dans la Gazzetta Ufficiale della Repibblica Italiana. L'approbation par la Commission en date du 15 octobre est publiée au JOEU du 22.
La demande a été précédée par des travaux scientifiques (2015) qui ont montré la singularité du Verdello dont les flavonoïdes ont une activité antioxydante plus élevée que les citrons de saison (le niveau d'ériocitrine est 30% supérieur au Primofiore et au Bianchetto).
Le groupe de producteur Etna's se spécialise sur la promotion de l'IGP et la commercialisation des verdelli.

### Zone pédoclimatique
Le sol drainant est une formation lithologique volcanique avec granulométrie et texture hétérogènes, une richesse en manganèse et en strontium.

### Climat
L'influence littorale donne des températures tempérées, le volcan favorise une pluviométrie élevée 600 à 700 mm par an, dont des précipitations estivales qui rafraichissent les températures. L'est de l'Etna est protégé des vents et bénéficie d'un important ensoleillement matinal, l’humidité moyenne est de l’ordre de 67 %  avec minima à 43 %.

### Technique horticole
Le forçage ou secca est une technique d'origine locale qui contraint la floraison estivale par stress hydrique (on coupe l'irrigation puis on la reprend avec une fertilisation stimulante), elle permet la récolte d'un fruit nommé verdelli de mai à septembre de l’année suivante. Avec les floraisons spontanées de printemps et d'automne qui donne Primofiore et Bianchetto la production est possible à l'année longue.

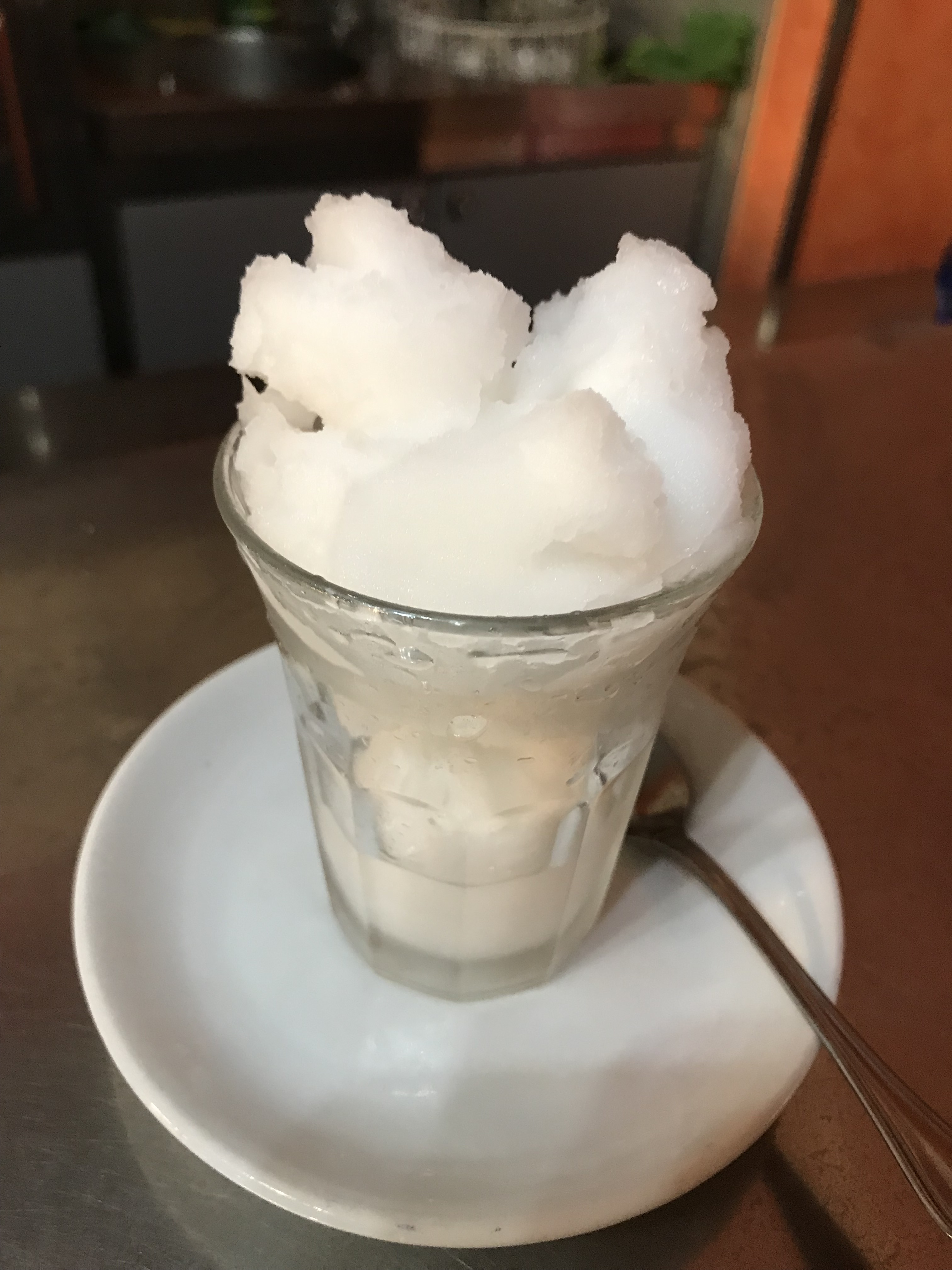
Granita au citron

### Les cultivars
2 cultivars (et leurs clones) sont admis par l'IGP: Femminello et Monachello.

## Description

### Le fruit
Il n'y a pas de contrainte horticole particulière dans le cahier des charges, la culture est irriguée. Le fruit a un poids >90 g sauf pour le verdello >80 g.

### Utilisation
Il s'agit d'un citron classique avec toutes les applications culinaires et pharmaceutiques connues.
La plus appréciée localement est la boisson de Catane Seltz ou Limone e Sale: pour 400 ml d'eau de Seltz (fortement gazéifiée et bien froide), le jus de 2 citrons et une prise de sel obtenue en trempant rapidement dans le sel la cuillère qui a servi à remuer le jus et l'eau. A l'origine on aurait utilisé l'eau salée et gazeuse du lac Naftia, près de Palagonia. On trouve une variante: eau gazeuse, jus de citron, bicarbonate de soude.
La granita au citron sicilienne est à l'origine de la granita qui se distingue du sorbet par sa texture.